# Barkmarket
Barkmarket byla americká hudební skupina. Vznikla v New Yorku v roce 1987 a tvořila ji trojice Dave Sardy (zpěv, kytara), John Nowlin (baskytara) a Rock Savage (bicí). Své první album nazvané 1-800-Godhouse kapela vydala v roce 1988. Vedle osmi autorských písní, jejichž autorem byl Sardy, se zde nachází také jedna coververze. Jde o píseň „Mercenaries (Ready for War)“, jejímž autorem byl velšský hudebník John Cale. Skupina později vydala čtyři další studiová alba a v roce 1997 se rozpadla. Na různých deskách kapely hráli například Marc Ribot a Jane Scarpantoni.